# Jomo (Mondkrater)

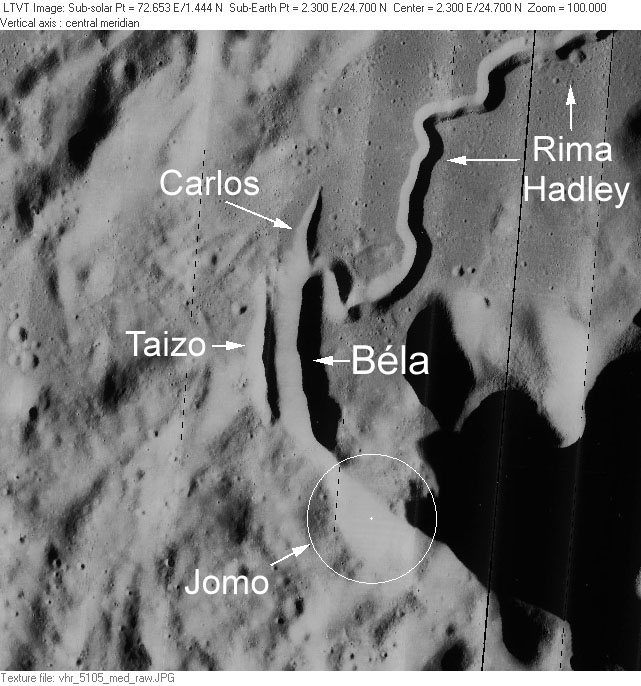
Mondkrater Jomo.

Jomo ist ein kleiner Einschlagkrater auf der Mondvorderseite am südlichen Ende der Rima Hadley.
Die namentliche Bezeichnung geht auf eine ursprünglich inoffizielle Bezeichnung auf Blatt 41B4/S3 der Topophotomap-Kartenserie der NASA zurück, die von der IAU 1979 übernommen wurde.